# Guillaume Ier de Périgord
Pour les articles homonymes, voir Guillaume Ier.
Guillaume Ier (mort en 918) est comte de Périgueux et d'Agen de 916 à 918.

## Biographie
Guillaume est le fils de Vulgrin Ier, comte franc d'Angoulême, qui était à la tête d'un grand territoire d'Aquitaine s'étendant de la Saintonge à l'Agenais.
À la mort de ce dernier en 886, le comté est partagé entre ses deux fils : l'Angoumois et la Saintonge reviennent à Audoin, comte d'Angoulême, et le Périgord et l'Agenais à Guillaume, comte de Périgord. Guillaume est ainsi le premier comte de Périgord. D'après certains historiens, il aurait aussi suppléé son frère Audouin au comté d'Angoulême lors de la maladie de ce dernier,.
Guillaume Ier de Périgord a pour épouse Rigilinde, peut-être la sœur du roi Eudes. Il a pour enfants Bernard, qui succèdera à son père en 918, et Sancia, qui épousera Adémar, comte d'Angoulême.